# Helioseris
Helioseris is een geslacht van koralen uit de klasse van de Anthozoa (bloemdieren).

## Soort
- Helioseris cucullata (Ellis & Solander, 1786)